# Фашизмът
„Фашизмът“ е научно изследване на българския философ Желю Желев, написано през 1967 година и издадено за пръв път през 1982 година. То разглежда историческите и идеологическите аспекти на фашизма в контекста на Европа през XX век.
С критичен анализ на възхода на фашистките движения, техните убеждения и влиянието им върху обществото и политиката, книгата предоставя важен поглед върху този аспект на историята. Написана в контекста на края на ХХ век, тя представлява ценен източник на информация за разбирането на идеологията и нейното историческо въздействие, допринасяйки за обширния академичен и политически дискурс върху фашизма. „Фашизмът“ анализира тоталитарните режими в Нацистка Германия, Фашистка Италия и Франкистка Испания, опитвайки се да изведе обща типология на фашистките режими.
Непосредствено след издаването си книгата предизвиква голям интерес сред читателите, но е забранена само три седмици след излизането си. Макар книгата изцяло да се фокусира върху фашистките режими и да избягва всяка аналогия с комунистическите режими, цензурата открива очевидни сходства между описанието в нея на фашистката диктатура и социалистическата държавна система. След забраната на книгата, Желю Желев става дисидент, а официално иззетите от печат копия са унищожени. Въпреки че е свалена от пазара, книгата продължава да се разпространява неофициално чрез вече продадените около 6 хиляди екземпляра, като е преведена на 10 езика.